# Giro d'Italia 2019
Il Giro d'Italia 2019, centoduesima edizione della corsa, valido come ventitreesima prova dell'UCI World Tour 2019, si svolse dall'11 maggio al 2 giugno 2019 in ventuno tappe, per un totale di 3 546,8 km, con partenza da Bologna e arrivo all'Arena di Verona. Vinse l'ecuadoriano Richard Carapaz, che completò il percorso in 90h01'47", alla media di 38,726 km/h, precedendo l'italiano Vincenzo Nibali e lo sloveno Primož Roglič.
Sul traguardo di Verona 142 ciclisti, su 176 partiti da Bologna, portarono a termine la competizione.

## Percorso
Le tappa iniziale fu una cronometro di 8 km con partenza da Bologna e arrivo a San Luca con i primi 6 km pianeggianti e i conclusivi 2 000 metri in salita con pendenza media del 9,7% e punte massime al 22%. Le cronometro furono in totale tre: le altre due prove contro il tempo previste furono la nona tappa, con arrivo a San Marino (unico sconfinamento di questa edizione) e l'ultima frazione a Verona; questa edizione del Giro fu dunque caratterizzata da apertura e chiusura con prove contro il tempo. Gli arrivi in salita furono cinque: Ceresole Reale e Courmayeur al termine della seconda settimana e successivamente Anterselva, San Martino di Castrozza e Croce d'Aune-Monte Avena nella terza, anche se la tappa più dura e attesa fu quella con arrivo a Ponte di Legno, comprendente Aprica e Mortirolo. Cima Coppi dell'edizione, in seguito alla cancellazione del Passo Gavia per intransitabilità, fu il Passo Manghen della ventesima frazione. Nel complesso, gli organizzatori di RCS Sport classificarono così le ventuno tappe previste: cinque di alta difficoltà, sette di media difficoltà, sei di bassa difficoltà, e le tre prove a cronometro. In totale si percorsero 3 546,8 km, per una media per tappa pari a 170,42 km.

## Tappe
| Tappa  | Data      | Percorso                                            | km               | Vincitore di tappa | Leader cl. generale |
| ------ | --------- | --------------------------------------------------- | ---------------- | ------------------ | ------------------- |
| 1ª     | 11 maggio | Bologna > Bologna (San Luca) (cron. individuale)    | 8                | Primož Roglič      | Primož Roglič       |
| 2ª     | 12 maggio | Bologna > Fucecchio                                 | 205              | Pascal Ackermann   | Primož Roglič       |
| 3ª     | 13 maggio | Vinci > Orbetello                                   | 220              | Fernando Gaviria   | Primož Roglič       |
| 4ª     | 14 maggio | Orbetello > Frascati                                | 235              | Richard Carapaz    | Primož Roglič       |
| 5ª     | 15 maggio | Frascati > Terracina                                | 140              | Pascal Ackermann   | Primož Roglič       |
| 6ª     | 16 maggio | Cassino > San Giovanni Rotondo                      | 238              | Fausto Masnada     | Valerio Conti       |
| 7ª     | 17 maggio | Vasto > L'Aquila                                    | 185              | Pello Bilbao       | Valerio Conti       |
| 8ª     | 18 maggio | Tortoreto Lido > Pesaro                             | 239              | Caleb Ewan         | Valerio Conti       |
| 9ª     | 19 maggio | Riccione > San Marino (RSM) (cron. individuale)     | 34,8             | Primož Roglič      | Valerio Conti       |
|        | 20 maggio | giorno di riposo                                    | giorno di riposo | giorno di riposo   | giorno di riposo    |
| 10ª    | 21 maggio | Ravenna > Modena                                    | 145              | Arnaud Démare      | Valerio Conti       |
| 11ª    | 22 maggio | Carpi > Novi Ligure                                 | 221              | Caleb Ewan         | Valerio Conti       |
| 12ª    | 23 maggio | Cuneo > Pinerolo                                    | 158              | Cesare Benedetti   | Jan Polanc          |
| 13ª    | 24 maggio | Pinerolo > Ceresole Reale (Lago Serrù)              | 196              | Il'nur Zakarin     | Jan Polanc          |
| 14ª    | 25 maggio | Saint-Vincent > Courmayeur (Skyway Monte Bianco)    | 131              | Richard Carapaz    | Richard Carapaz     |
| 15ª    | 26 maggio | Ivrea > Como                                        | 232              | Dario Cataldo      | Richard Carapaz     |
|        | 27 maggio | giorno di riposo                                    | giorno di riposo | giorno di riposo   | giorno di riposo    |
| 16ª    | 28 maggio | Lovere > Ponte di Legno                             | 194              | Giulio Ciccone     | Richard Carapaz     |
| 17ª    | 29 maggio | Commezzadura (Val di Sole) > Anterselva             | 181              | Nans Peters        | Richard Carapaz     |
| 18ª    | 30 maggio | Valdaora > Santa Maria di Sala                      | 222              | Damiano Cima       | Richard Carapaz     |
| 19ª    | 31 maggio | Treviso > San Martino di Castrozza                  | 151              | Esteban Chaves     | Richard Carapaz     |
| 20ª    | 1º giugno | Feltre > Croce d'Aune-Monte Avena                   | 194              | Pello Bilbao       | Richard Carapaz     |
| 21ª    | 2 giugno  | Verona (Fiera) > Verona (Arena) (cron. individuale) | 17               | Chad Haga          | Richard Carapaz     |
| Totale | Totale    | Totale                                              | 3 546,8          |                    |                     |

## Squadre e corridori partecipanti
Al Giro presero parte 22 squadre composte da otto corridori per un totale di 176 ciclisti. Alle diciotto squadre con licenza World Tour, partecipanti di diritto, si aggiunsero quattro squadre Professional Continental invitate dall'organizzazione: l'Androni Giocattoli-Sidermec (in quanto vincitrice della Ciclismo Cup 2018), la Bardiani CSF, la Israel Cycling Academy e la Nippo-Vini Fantini-Faizanè.
| N.      | Cod. | Squadra                     |
| ------- | ---- | --------------------------- |
| 1-8     | MOV  | Movistar Team               |
| 11-18   | ALM  | AG2R La Mondiale            |
| 21-28   | ANS  | Androni Giocattoli-Sidermec |
| 31-38   | AST  | Astana Pro Team             |
| 41-48   | TBM  | Bahrain-Merida              |
| 51-58   | BRD  | Bardiani CSF                |
| 61-68   | BOH  | Bora-Hansgrohe              |
| 71-78   | CPT  | CCC Team                    |
| 81-88   | DQT  | Deceuninck-Quick-Step       |
| 91-98   | EF1  | EF Education First          |
| 101-109 | GFC  | Groupama-FDJ                |

| N.      | Cod. | Squadra                    |
| ------- | ---- | -------------------------- |
| 111-118 | ICA  | Israel Cycling Academy     |
| 121-128 | LTS  | Lotto Soudal               |
| 131-138 | MTS  | Mitchelton-Scott           |
| 141-148 | NIP  | Nippo-Vini Fantini-Faizanè |
| 151-158 | TDD  | Team Dimension Data        |
| 161-168 | INS  | Team Ineos                 |
| 171-178 | TJV  | Team Jumbo-Visma           |
| 181-188 | TKA  | Team Katusha Alpecin       |
| 191-198 | SUN  | Team Sunweb                |
| 201-208 | TFS  | Trek-Segafredo             |
| 211-218 | UAD  | UAE Team Emirates          |

## Dettagli delle tappe

### 1ª tappa
- 11 maggio: Bologna > Bologna (San Luca)[3] – Cronometro individuale – 8 km

Risultati
| Pos. | Corridore       | Squadra    | Tempo  |
| ---- | --------------- | ---------- | ------ |
| 1    | Primož Roglič   | Jumbo      | 12'54" |
| 2    | Simon Yates     | Mitchelton | a 19"  |
| 3    | Vincenzo Nibali | Bahrain    | a 23"  |

| Pos. | Corridore       | Squadra    | Tempo  |
| ---- | --------------- | ---------- | ------ |
| 1    | Primož Roglič   | Jumbo      | 12'54" |
| 2    | Simon Yates     | Mitchelton | a 19"  |
| 3    | Vincenzo Nibali | Bahrain    | a 23"  |

Descrizione e riassunto

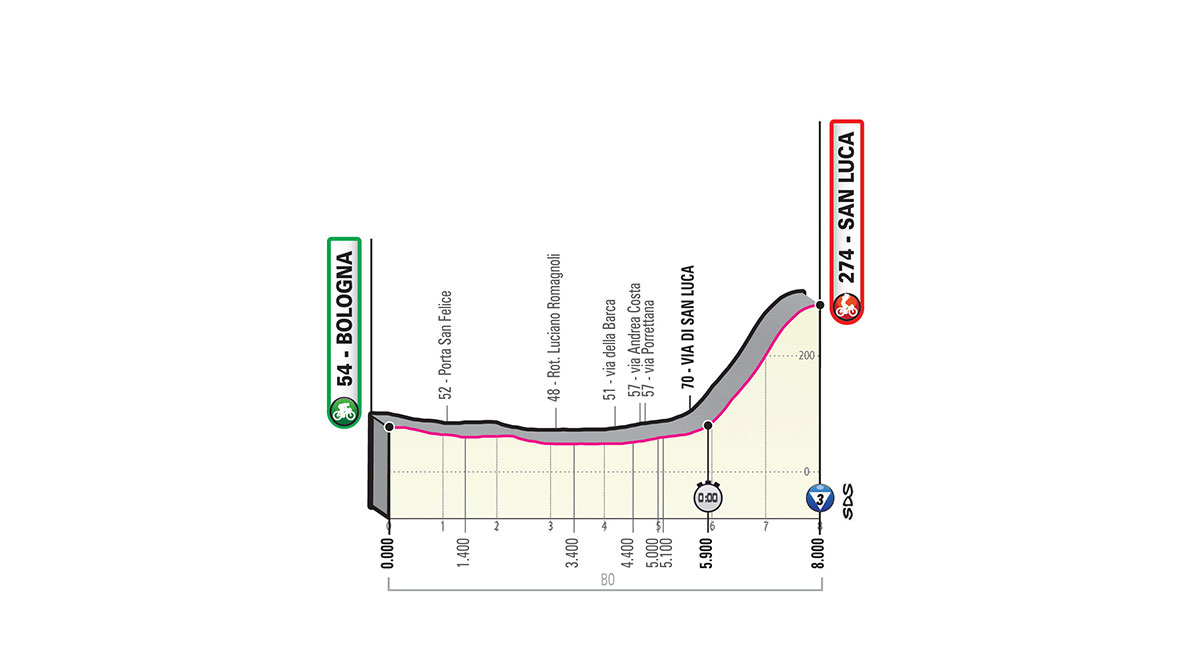

La prima tappa del Giro è una breve cronometro individuale di 8 km, con i primi 5,9 pianeggianti e gli ultimi 2,1 sulla difficile ascesa di San Luca, con pendenza media del 9,7% e massima del 16% in prossimità della famosa curva delle "orfanelle". Gli uomini di classifica, tranne Simon Yates, partono per primi per paura della pioggia. Primož Roglič rispetta il pronostico della vigilia e fa sua la tappa e la prima maglia rosa di questo Giro. Ottima la prova di Simon Yates, secondo a 19" e di Vincenzo Nibali, terzo a 23". Un po' deludente la prova di Tom Dumoulin, quinto a 28". Giulio Ciccone, ultimo al rilevamento intermedio prima della salita finale, registra il miglior tempo di scalata e conquista la maglia azzurra dei GPM, anche perché prende una bici da corsa (più leggera di quelle da cronometro) per gli ultimi chilometri in salita.

### 2ª tappa
- 12 maggio: Bologna > Fucecchio – 205 km

Risultati
| Pos. | Corridore        | Squadra    | Tempo    |
| ---- | ---------------- | ---------- | -------- |
| 1    | Pascal Ackermann | Bora       | 4h44'43" |
| 2    | Elia Viviani     | Deceuninck | s.t.     |
| 3    | Caleb Ewan       | Lotto      | s.t.     |

| Pos. | Corridore       | Squadra    | Tempo    |
| ---- | --------------- | ---------- | -------- |
| 1    | Primož Roglič   | Jumbo      | 4h57'42" |
| 2    | Simon Yates     | Mitchelton | a 19"    |
| 3    | Vincenzo Nibali | Bahrain    | a 23"    |

Descrizione e riassunto

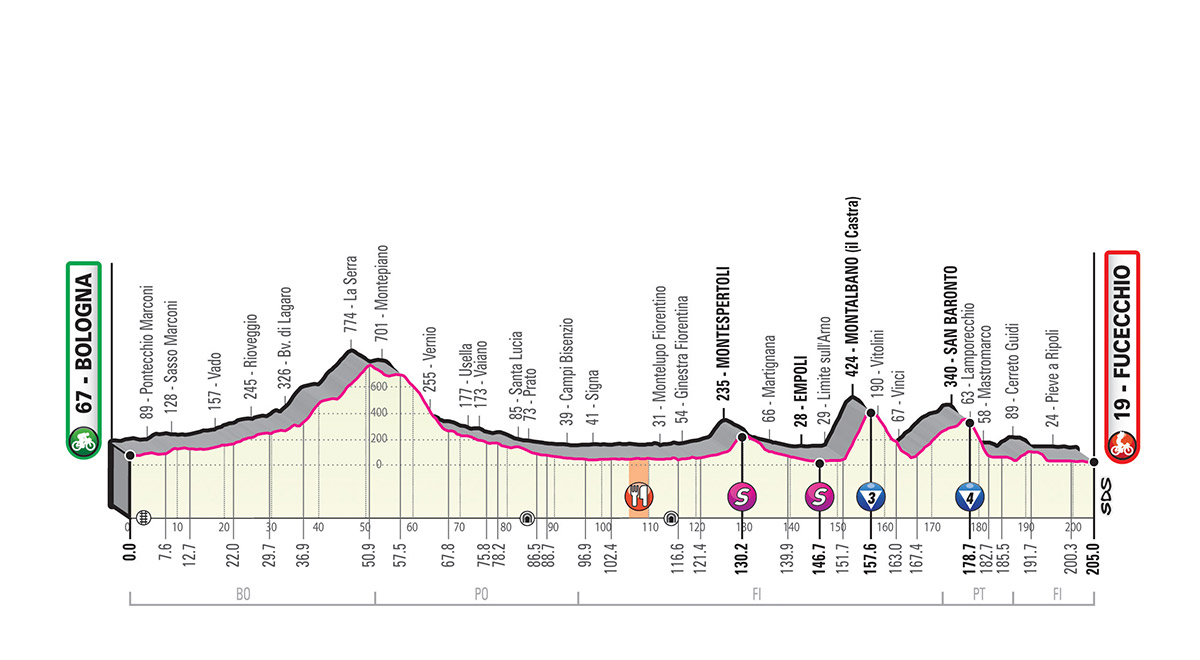

Tappa mossa con due GPM nel finale che però può avere come epilogo la volata del gruppo compatto. Vanno in fuga 8 uomini, tra cui Giulio Ciccone, che conquista i due GPM di giornata. Fuga ripresa a 7km dal traguardo, con il gruppo compatto pronto per la volata, che viene vinta da Pascal Ackermann davanti ad Elia Viviani. Non ci sono cambiamenti in classifica generale.

### 3ª tappa
- 13 maggio: Vinci > Orbetello – 220 km

Risultati
| Pos. | Corridore        | Squadra  | Tempo    |
| ---- | ---------------- | -------- | -------- |
| 1    | Fernando Gaviria | UAE      | 5h23'19" |
| 2    | Arnaud Démare    | Groupama | s.t.     |
| 3    | Pascal Ackermann | Bora     | s.t.     |

| Pos. | Corridore       | Squadra    | Tempo     |
| ---- | --------------- | ---------- | --------- |
| 1    | Primož Roglič   | Jumbo      | 10h21'01" |
| 2    | Simon Yates     | Mitchelton | a 19"     |
| 3    | Vincenzo Nibali | Bahrain    | a 23"     |

Descrizione e riassunto

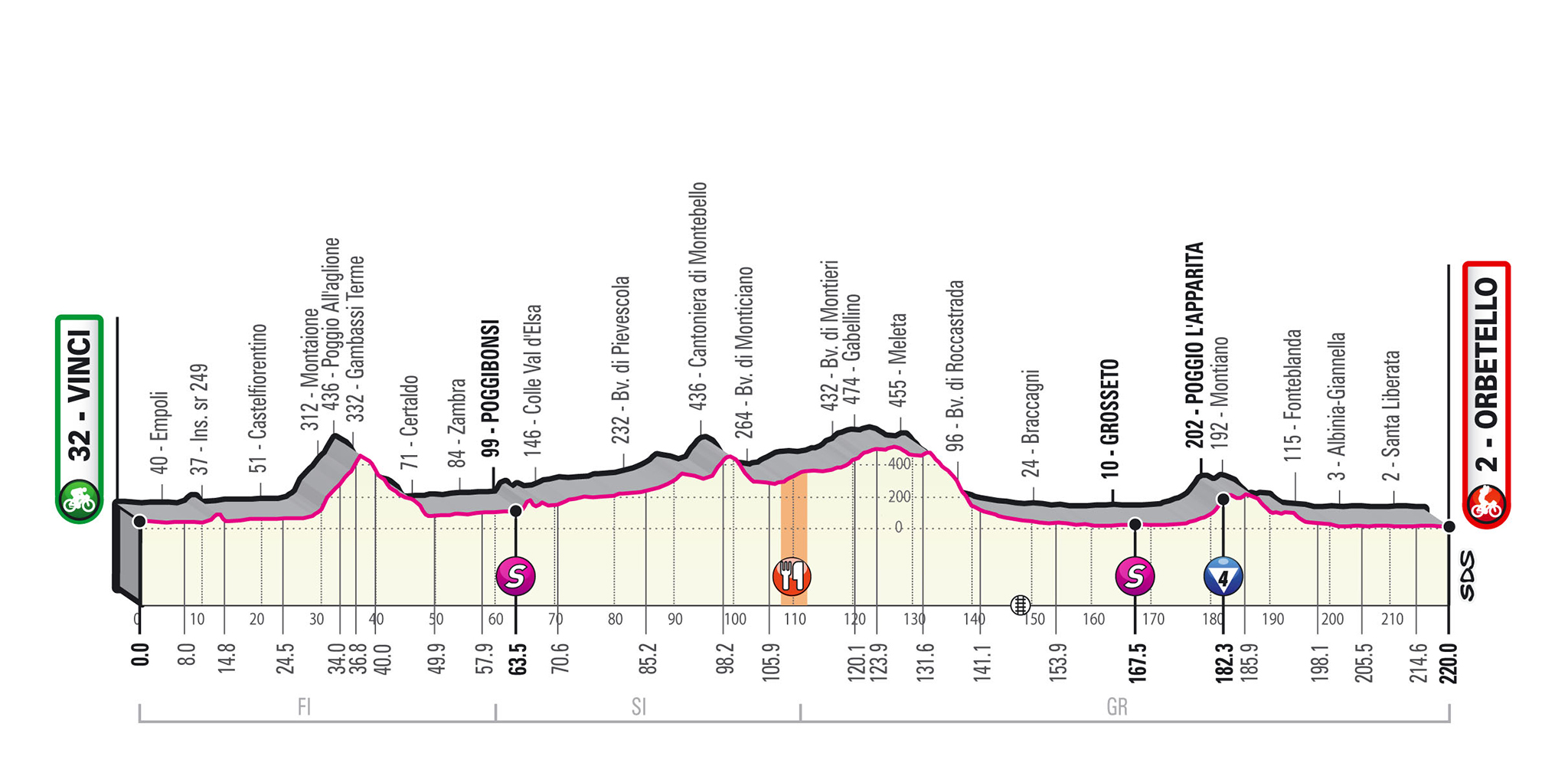

Tappa facile per velocisti con un solo GPM di 4ª categoria a poco meno di 40 km dal traguardo. Va in fuga solitaria il giapponese Sho Hatsuyama, che però viene ripreso dal gruppo a circa 75 km dal traguardo. Il gruppo procede ad una velocità non molto elevata. C'è solo un po' di bagarre per i traguardi volanti, il primo a Poggibonsi viene vinto dal giapponese in fuga (secondo Arnaud Démare, il secondo viene vinto dal francese della Groupama. Il GPM di giornata viene vinto da Giulio Ciccone. Mentre il gruppo è lanciato per la volata, una caduta a circa 5 km dal traguardo coinvolge Richard Carapaz e Tao Geoghegan Hart, possibili uomini di classifica, che arrivano al traguardo rispettivamente con 46" e 1'28" di ritardo. La volata del gruppo viene vinta da Elia Viviani, che però viene declassato dalla giuria per un cambio di direzione improvviso e un contatto con Matteo Moschetti a 100 metri dal traguardo. La vittoria va a Fernando Gaviria, che si prende anche la maglia ciclamino. Maglia rosa sempre Primož Roglič.

### 4ª tappa
- 14 maggio: Orbetello > Frascati – 235 km

Risultati
| Pos. | Corridore       | Squadra  | Tempo    |
| ---- | --------------- | -------- | -------- |
| 1    | Richard Carapaz | Movistar | 5h58'17" |
| 2    | Caleb Ewan      | Lotto    | s.t.     |
| 3    | Diego Ulissi    | UAE      | s.t.     |

| Pos. | Corridore       | Squadra    | Tempo     |
| ---- | --------------- | ---------- | --------- |
| 1    | Primož Roglič   | Jumbo      | 16h19'20" |
| 2    | Simon Yates     | Mitchelton | a 35"     |
| 3    | Vincenzo Nibali | Bahrain    | a 39"     |

Descrizione e riassunto

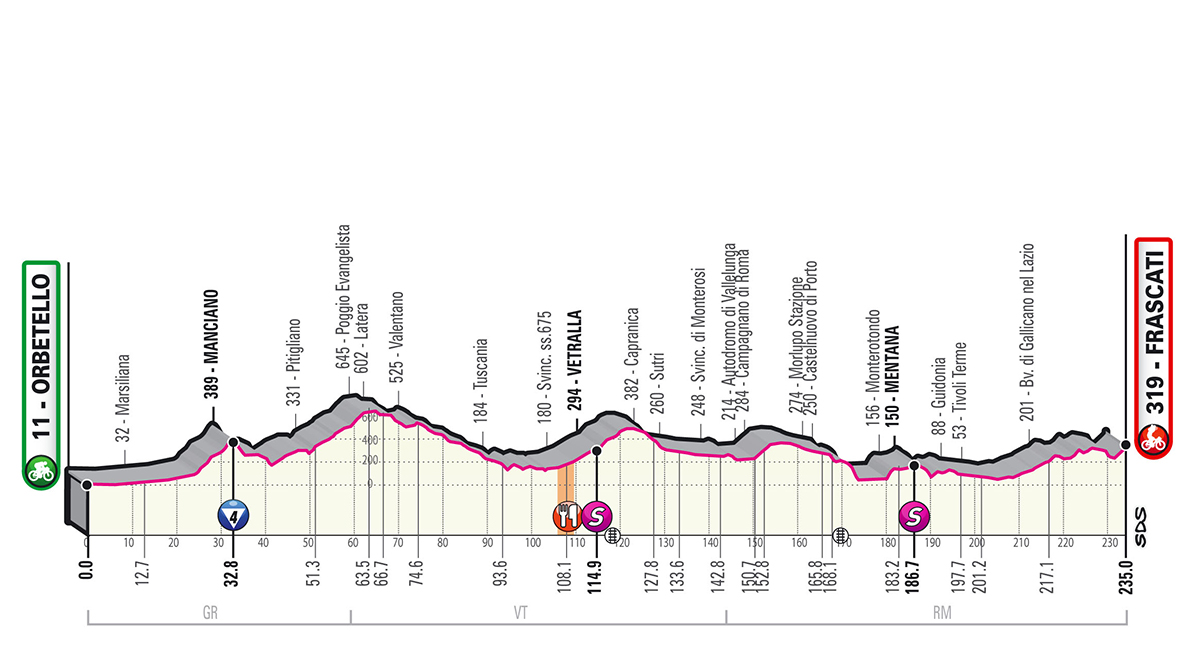

Tappa abbastanza facile con un solo GPM di 4ª categoria, ma con gli ultimi 2 km che salgono con una pendenza media del 4,4%. Vanno in fuga tre corridori: Mirco Maestri, Damiano Cima e Marco Frapporti. Il gruppo lascia a loro parecchi minuti di vantaggio, salvo poi riprenderli a circa 10 km dal traguardo. Un'enorme caduta del gruppo e 6,4 km dal traguardo coinvolge tutti gli uomini di classifica, ad eccezione della maglia rosa Primož Roglič e di Richard Carapaz, che rimangono nel ristretto gruppo di testa. La tappa va proprio a Richard Carapaz, che con uno scatto da finisseur a 600 metri dal traguardo stacca tutti. Inutile la rimonta del velocista Caleb Ewan. La maggior parte degli uomini di classifica arrivano a 18" dal vincitore, Mikel Landa a 44", mentre quello messo peggio è Tom Dumoulin, che arriva sanguinante ad oltre 4'.

### 5ª tappa
- 15 maggio: Frascati > Terracina – 140 km

Risultati
| Pos. | Corridore        | Squadra  | Tempo    |
| ---- | ---------------- | -------- | -------- |
| 1    | Pascal Ackermann | Bora     | 3h15'44" |
| 2    | Fernando Gaviria | UAE      | s.t.     |
| 3    | Arnaud Démare    | Groupama | s.t.     |

| Pos. | Corridore       | Squadra    | Tempo     |
| ---- | --------------- | ---------- | --------- |
| 1    | Primož Roglič   | Jumbo      | 19h35'04" |
| 2    | Simon Yates     | Mitchelton | a 35"     |
| 3    | Vincenzo Nibali | Bahrain    | a 39"     |

Descrizione e riassunto

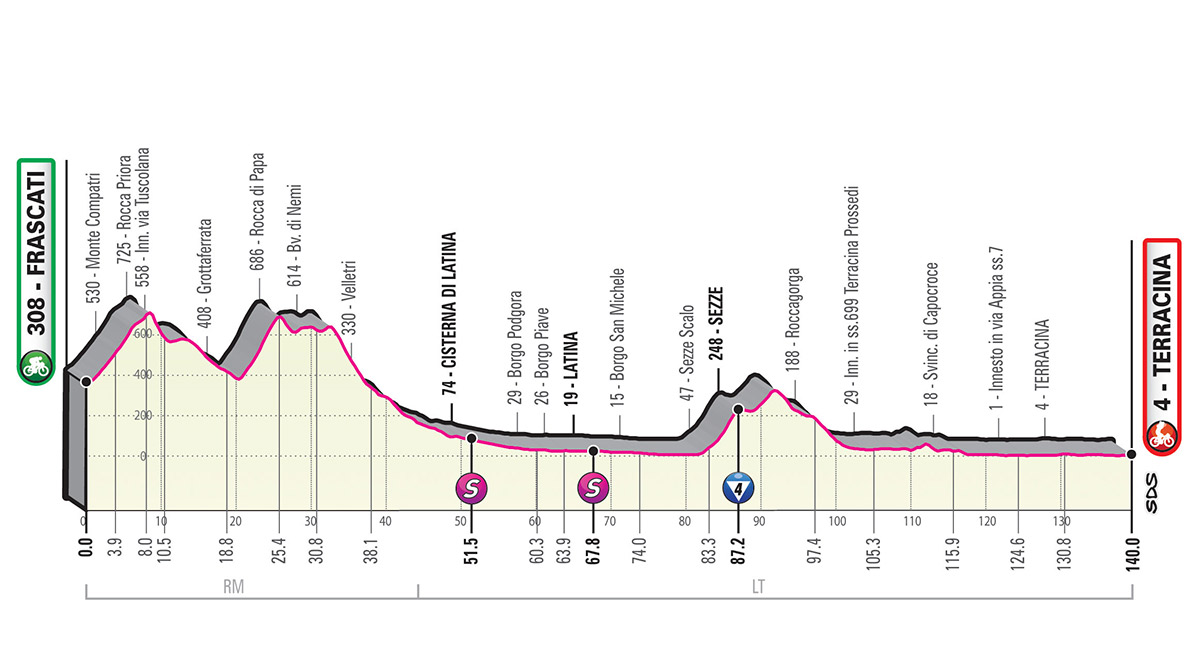

Ancora una tappa per velocisti, con un solo GPM di 4ª categoria ad oltre 50 km dal traguardo ed un circuito finale dentro Terracina di 9,2 km. Dopo pochi chilometri dalla partenza si ritira Tom Dumoulin. A causa della pioggia presente su tutto il percorso, la giuria, su richiesta dei corridori, ha neutralizzato la tappa dopo il primo passaggio sulla linea del traguardo. Vanno in fuga 5 uomini, che però vengono ripresi a 23 km dal traguardo. La volata va a Pascal Ackermann, che ottiene la sua seconda vittoria di tappa in questo Giro e aumenta il vantaggio nella classifica a punti. Nessun cambiamento in classifica generale, con Primož Roglič sempre maglia rosa.

### 6ª tappa
- 16 maggio: Cassino > San Giovanni Rotondo – 238 km

Risultati
| Pos. | Corridore          | Squadra  | Tempo    |
| ---- | ------------------ | -------- | -------- |
| 1    | Fausto Masnada     | Androni  | 5h45'01" |
| 2    | Valerio Conti      | UAE      | a 5"     |
| 3    | José Joaquín Rojas | Movistar | a 38"    |

| Pos. | Corridore        | Squadra  | Tempo     |
| ---- | ---------------- | -------- | --------- |
| 1    | Valerio Conti    | UAE      | 25h22'00" |
| 2    | Giovanni Carboni | Bardiani | a 1'41"   |
| 3    | Nans Peters      | AG2R     | a 2'09"   |

Descrizione e riassunto

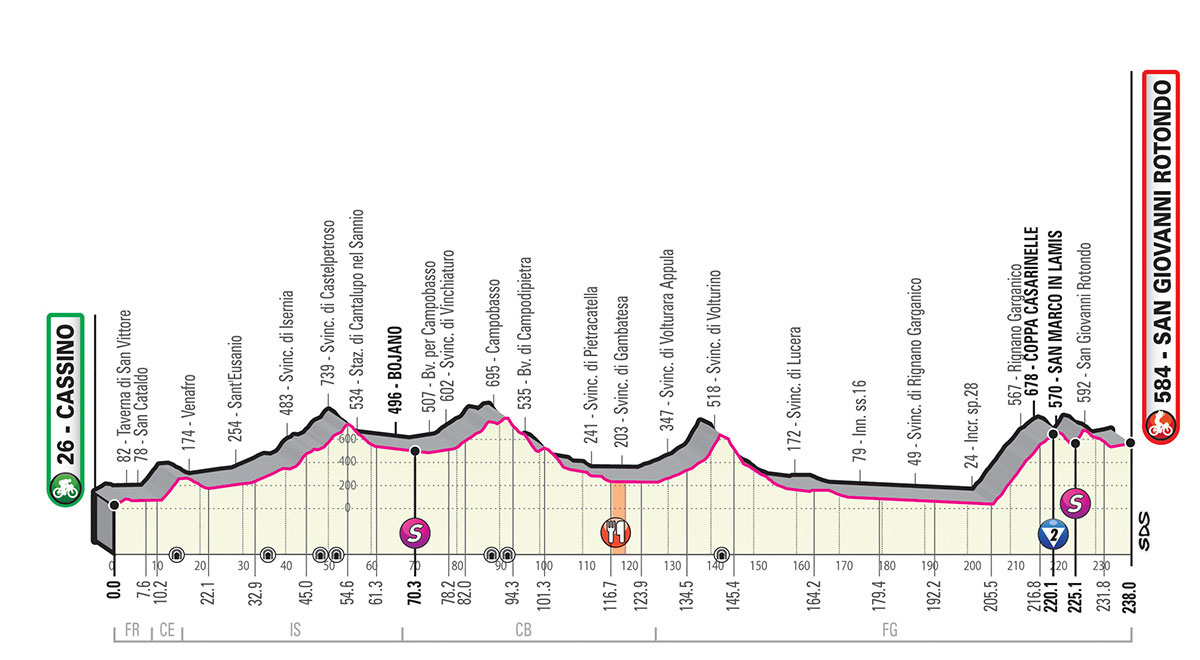

Tappa di media difficoltà per fughe, con la salita di 2ª categoria di Coppa Casarinelle a circa 18 km dal traguardo. Una caduta ad inizio tappa coinvolge la maglia rosa Primož Roglič, che se la cava con qualche sbucciatura. Va via una fuga di oltre 10 uomini, a cui il gruppo lascia tantissimo spazio, in modo tale che si possano giocare la vittoria di tappa. Sull'unica salita, a 28 km dal traguardo, dal gruppo di testa scattano Fausto Masnada e Valerio Conti. La tappa va Masnada, la maglia rosa a Conti. Il gruppo dei migliori arriva compatto ad oltre 7'.

### 7ª tappa
- 17 maggio: Vasto > L'Aquila – 185 km

Risultati
| Pos. | Corridore      | Squadra | Tempo    |
| ---- | -------------- | ------- | -------- |
| 1    | Pello Bilbao   | Astana  | 4h06'27" |
| 2    | Tony Gallopin  | AG2R    | a 5"     |
| 3    | Davide Formolo | Bora    | s.t.     |

| Pos. | Corridore          | Squadra  | Tempo     |
| ---- | ------------------ | -------- | --------- |
| 1    | Valerio Conti      | UAE      | 29h29'34" |
| 2    | José Joaquín Rojas | Movistar | a 1'32"   |
| 3    | Giovanni Carboni   | Bardiani | a 1'41"   |

Descrizione e riassunto

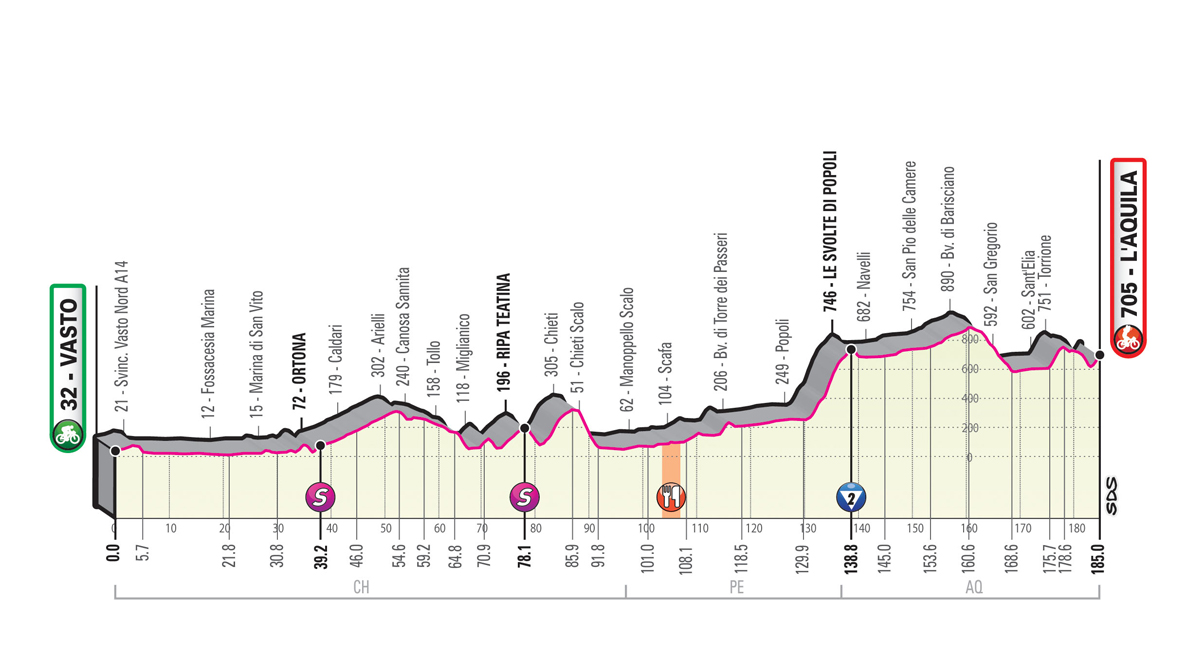

Tappa mossa con un solo GPM di 2ª categoria a 46 km dal traguardo e con l'ultimo chilometro che sale al 7,5%. Dopo 80 km va via una fuga a cui il gruppo, tirato dalla UAE Team Emirates della maglia rosa, lascia poco spazio, a causa della presenza in fuga di José Joaquín Rojas molto vicino in classifica. I fuggitivi riescono a giocarsi però il successo di tappa con Pello Bilbao che scatta all'inizio dello strappo finale e vince. Il gruppo dei migliori arriva compatto a 1'07". Valerio Conti mantiene la maglia rosa.

### 8ª tappa
- 18 maggio: Tortoreto Lido > Pesaro – 239 km

Risultati
| Pos. | Corridore        | Squadra    | Tempo    |
| ---- | ---------------- | ---------- | -------- |
| 1    | Caleb Ewan       | Lotto      | 5h43'32" |
| 2    | Elia Viviani     | Deceuninck | s.t.     |
| 3    | Pascal Ackermann | Bora       | s.t.     |

| Pos. | Corridore          | Squadra  | Tempo     |
| ---- | ------------------ | -------- | --------- |
| 1    | Valerio Conti      | UAE      | 35h13'06" |
| 2    | José Joaquín Rojas | Movistar | a 1'32"   |
| 3    | Giovanni Carboni   | Bardiani | a 1'41"   |

Descrizione e riassunto

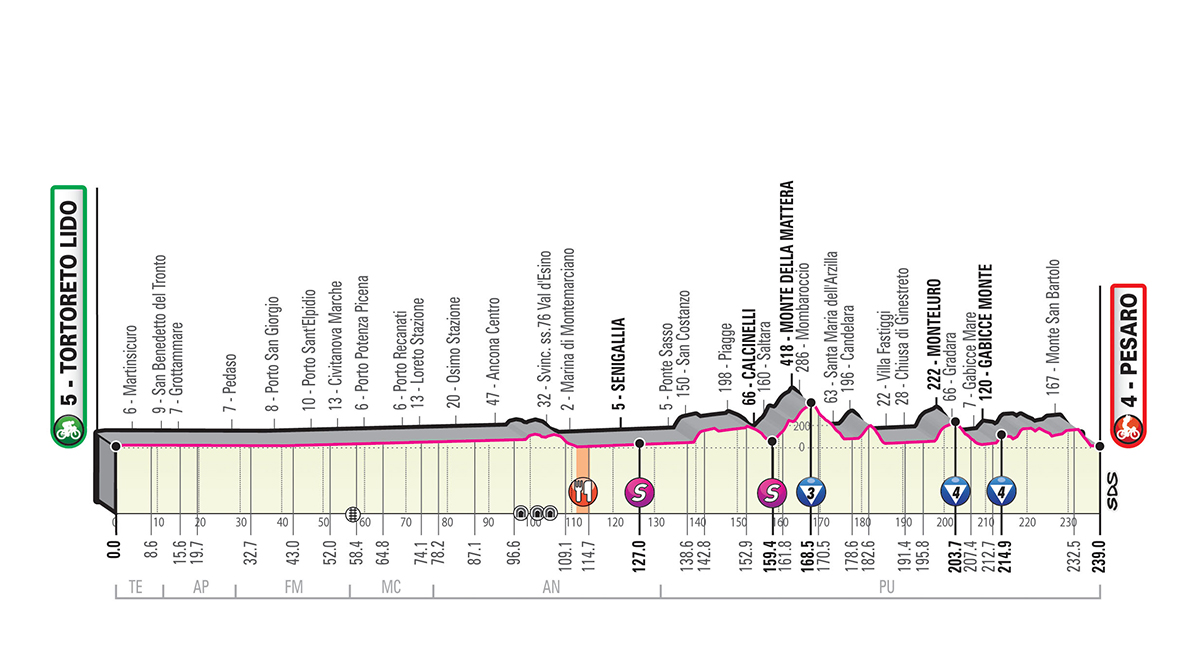

Tappa piatta nei primi 140 km e un po'ondulata nel finale. Vanno in fuga Damiano Cima e Marco Frapporti che vengono ripresi a 35 km dal traguardo. Giulio Ciccone prende qualche punto ai 3 GPM di giornata e si avvantaggia con altri 2 corridori. I tre vengono ripresi in un tratto in discesa a circa 5 km dal traguardo. La tappa va a Caleb Ewan, la maglia rosa rimane sulle spalle di Valerio Conti.

### 9ª tappa
- 19 maggio: Riccione > San Marino (RSM) – Cronometro individuale – 34,8 km

Risultati
| Pos. | Corridore          | Squadra | Tempo   |
| ---- | ------------------ | ------- | ------- |
| 1    | Primož Roglič      | Jumbo   | 51'52"  |
| 2    | Victor Campenaerts | Lotto   | a 11"   |
| 3    | Bauke Mollema      | Trek    | a 1'00" |

| Pos. | Corridore     | Squadra | Tempo     |
| ---- | ------------- | ------- | --------- |
| 1    | Valerio Conti | UAE     | 36h08'32" |
| 2    | Primož Roglič | Jumbo   | a 1'50"   |
| 3    | Nans Peters   | AG2R    | a 2'21"   |

Descrizione e riassunto

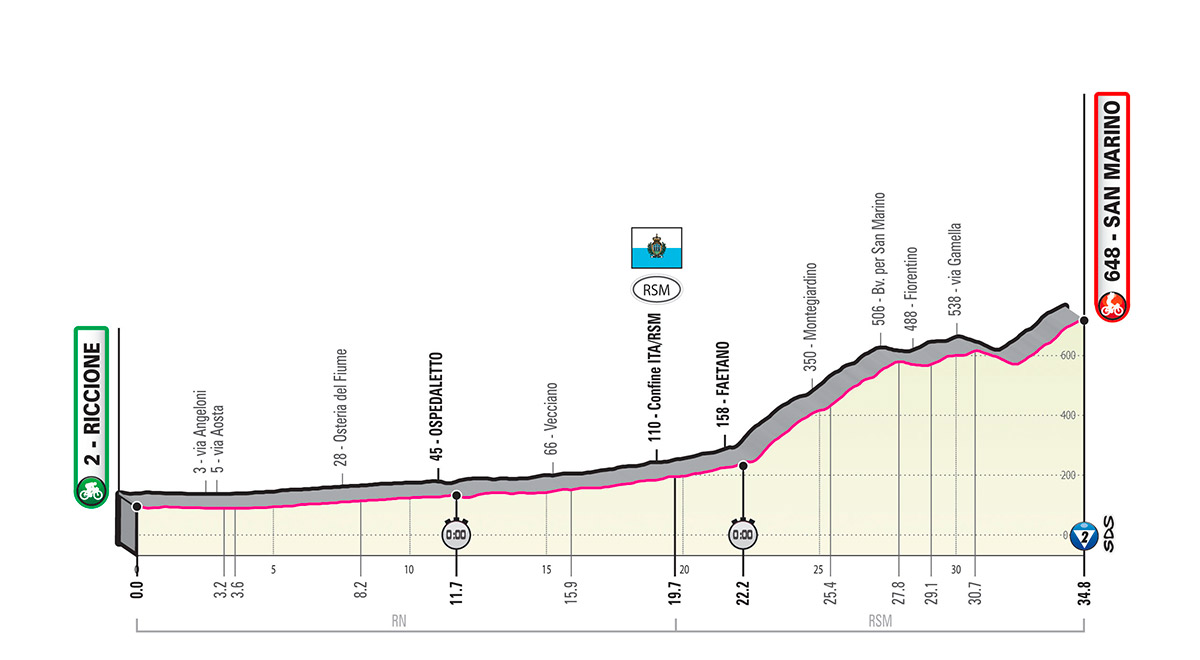

Cronometro difficile, con gli ultimi 12 km in salita al 4,5% medio verso la Città di San Marino (GPM di seconda categoria). Victor Campenaerts, partito con l'asciutto, fa registrare un buon tempo. Gli ultimi corridori corrono tutto il percorso sotto un'intensa pioggia. Primož Roglič vince la sua seconda tappa in questo Giro. Vincenzo Nibali si difende e arriva quarto a 1'05". Molto più attardati gli altri "big", con Richard Carapaz a 1'55", Mikel Landa a 3'03", Simon Yates a 3'11" e Miguel Ángel López a 3'45". Valerio Conti mantiene la maglia rosa.

### 10ª tappa
- 21 maggio: Ravenna > Modena – 145 km

Risultati
| Pos. | Corridore     | Squadra    | Tempo    |
| ---- | ------------- | ---------- | -------- |
| 1    | Arnaud Démare | Groupama   | 3h36'07" |
| 2    | Elia Viviani  | Deceuninck | s.t.     |
| 3    | Rüdiger Selig | Bora       | s.t.     |

| Pos. | Corridore     | Squadra | Tempo     |
| ---- | ------------- | ------- | --------- |
| 1    | Valerio Conti | UAE     | 39h44'39" |
| 2    | Primož Roglič | Jumbo   | a 1'50"   |
| 3    | Nans Peters   | AG2R    | a 2'21"   |

Descrizione e riassunto

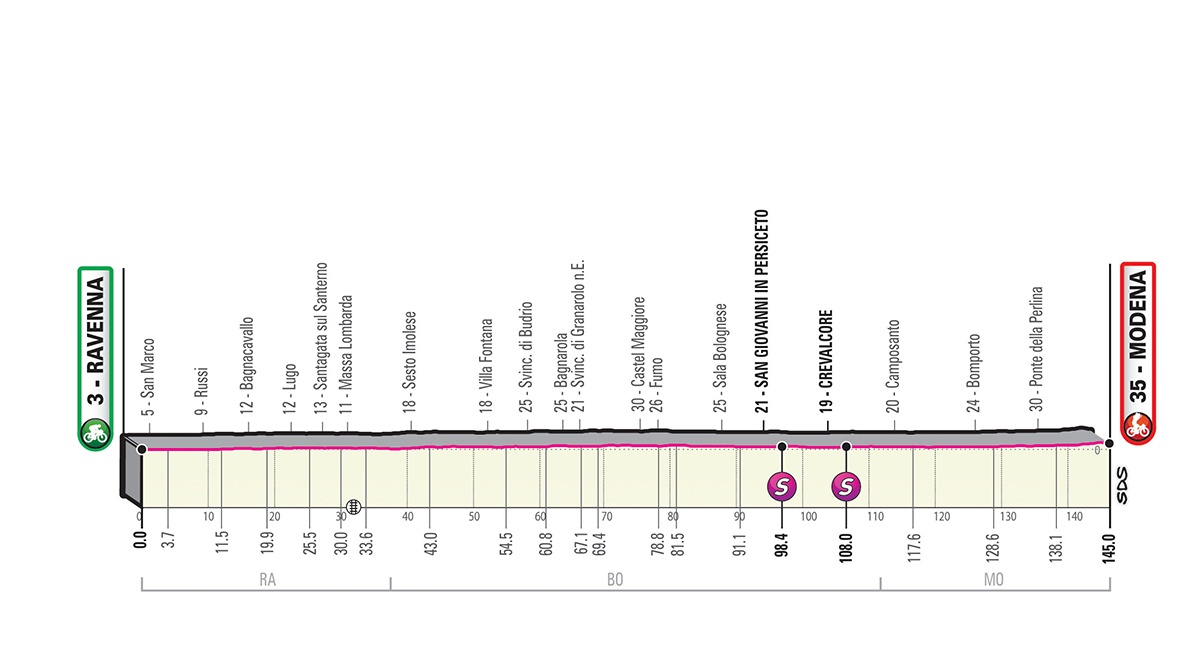

Tappa completamente piatta per velocisti. Vanno in fuga Luca Covilli e Sho Hatsuyama, che però vengono ripresi a 30 km dall'arrivo. A circa 3 km dal traguardo prova a partire Francisco Ventoso, che però viene ripreso al cartello dell'ultimo chilometro dove una caduta coinvolge la maglia ciclamino di Pascal Ackermann e Matteo Moschetti. Il tedesco arriverà sanguinante al traguardo ma ripartirà il giorno dopo mentre il velocista italiano è costretto al ritiro. La volata va ad Arnaud Démare mentre Valerio Conti rimane in maglia rosa.

### 11ª tappa
- 22 maggio: Carpi > Novi Ligure – 221 km

Risultati
| Pos. | Corridore        | Squadra  | Tempo    |
| ---- | ---------------- | -------- | -------- |
| 1    | Caleb Ewan       | Lotto    | 5h17'26" |
| 2    | Arnaud Démare    | Groupama | s.t.     |
| 3    | Pascal Ackermann | Bora     | s.t.     |

| Pos. | Corridore     | Squadra | Tempo     |
| ---- | ------------- | ------- | --------- |
| 1    | Valerio Conti | UAE     | 45h02'05" |
| 2    | Primož Roglič | Jumbo   | a 1'50"   |
| 3    | Nans Peters   | AG2R    | a 2'21"   |

Descrizione e riassunto

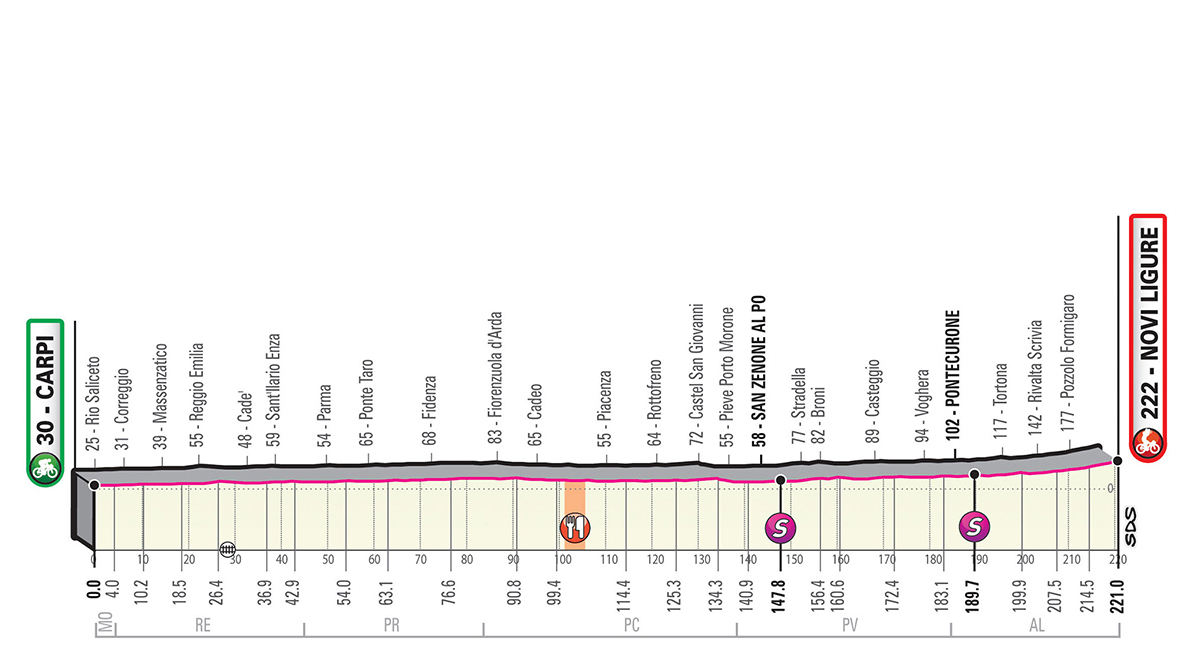

Ancora una tappa completamente piatta. Questa volta vanno in fuga Marco Frapporti, Mirco Maestri e Damiano Cima, che vengono ripresi a 25 km dal traguardo. La volata va a Caleb Ewan, che anticipa il vincitore della tappa precedente Arnaud Démare. Quest'ultimo riesce a strappare la maglia ciclamino a Pascal Ackermann, arrivato terzo. Maglia rosa sempre Valerio Conti.

### 12ª tappa
- 23 maggio: Cuneo > Pinerolo – 158 km

Risultati
| Pos. | Corridore        | Squadra | Tempo    |
| ---- | ---------------- | ------- | -------- |
| 1    | Cesare Benedetti | Bora    | 3h41'49" |
| 2    | Damiano Caruso   | Bahrain | s.t.     |
| 3    | Eddie Dunbar     | Ineos   | s.t.     |

| Pos. | Corridore     | Squadra | Tempo     |
| ---- | ------------- | ------- | --------- |
| 1    | Jan Polanc    | UAE     | 48h49'40" |
| 2    | Primož Roglič | Jumbo   | a 4'07"   |
| 3    | Valerio Conti | UAE     | a 4'51"   |

Descrizione e riassunto

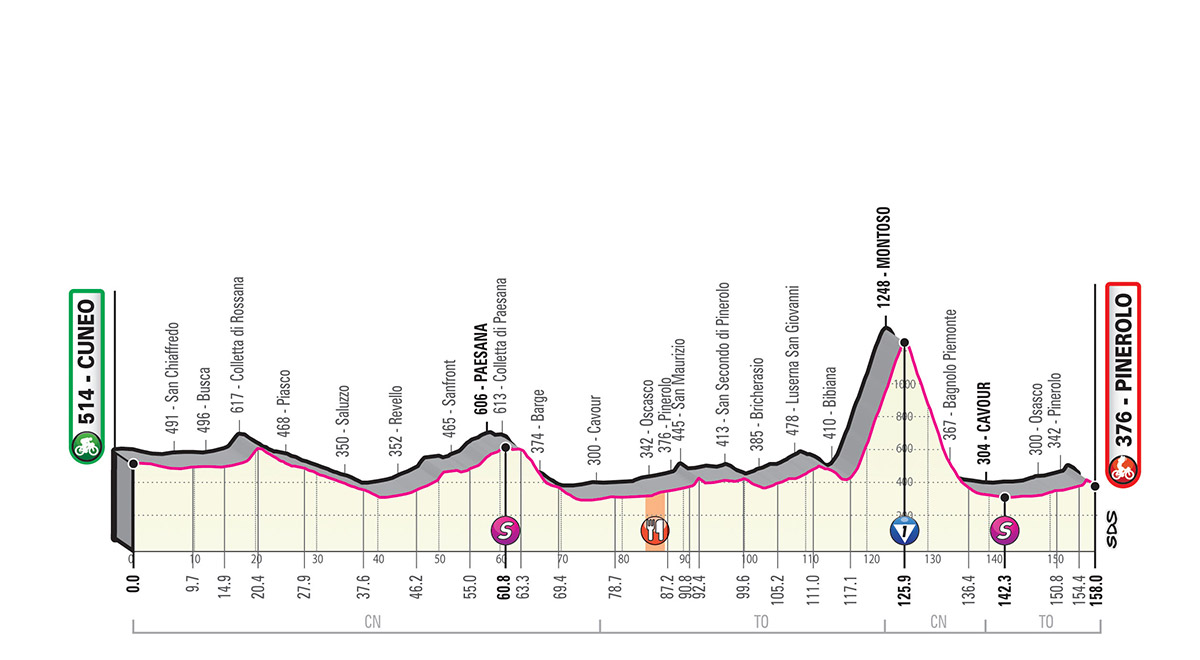

Prima tappa di montagna, con il GPM di Montoso (1ª categoria) posto a 32 km dal traguardo ed uno strappo di 500 metri (al 13,2% medio) che termina a 2 km dal traguardo. Non partono Caleb Ewan ed Elia Viviani. Fanno in fuga 25 corridori, tra cui Gianluca Brambilla che, transitando per primo al GPM, strappa la maglia azzurra al suo compagno di squadra Giulio Ciccone. Il gruppo lascia i fuggitivi ad oltre 15'. Sullo strappo finale attacca proprio Brambilla insieme ad Eros Capecchi. I due si guardano troppo e fanno rientrare diversi corridori, tra cui Cesare Benedetti, che va a vincere in volata. Dal gruppo dei migliori sulla lunga salita attaccano Miguel Ángel López e Mikel Landa, che arrivano sul traguardo con 29" di vantaggio sugli altri uomini di classifica. Jan Polanc, presente nella fuga, strappa la maglia rosa al compagno di squadra Valerio Conti.

### 13ª tappa
- 24 maggio: Pinerolo > Ceresole Reale – 196 km

Risultati
| Pos. | Corridore      | Squadra    | Tempo    |
| ---- | -------------- | ---------- | -------- |
| 1    | Il'nur Zakarin | Katusha    | 5h34'40" |
| 2    | Mikel Nieve    | Mitchelton | a 35"    |
| 3    | Mikel Landa    | Movistar   | a 1'20"  |

| Pos. | Corridore      | Squadra | Tempo     |
| ---- | -------------- | ------- | --------- |
| 1    | Jan Polanc     | UAE     | 54h28'59" |
| 2    | Primož Roglič  | Jumbo   | a 2'25"   |
| 3    | Il'nur Zakarin | Katusha | a 2'56"   |

Descrizione e riassunto

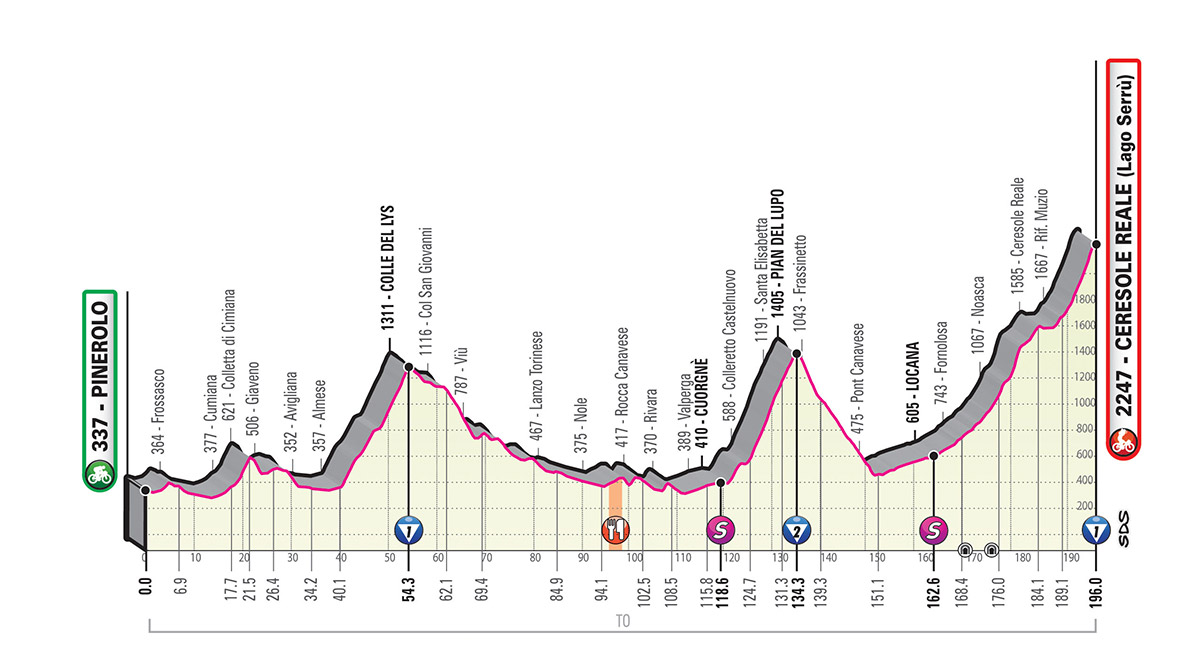

Tappa molto dura con un GPM di 2ª categoria e due GPM di 1ª categoria tra cui l'arrivo dei 2247 metri del Lago Serrù (20,3 km al 5,9% medio con punte al 14% e gli ultimi 5 km al 9,2%). Vanno in fuga 28 uomini, tra cui Giulio Ciccone che a fine tappa si riprende la maglia azzurra. Approfittando del controllo tra Vincenzo Nibali e Primož Roglič, riescono ad attaccare diversi corridori tra cui Mikel Landa e Richard Carapaz, mentre Miguel Ángel López ha un problema meccanico e perde molto terreno. In testa alla corsa Ilnur Zakarin riesce a staccare tutti i suoi compagni di fuga (l'ultimo ad arrendersi è Mikel Nieve a 1,9 km dal traguardo) e vince in solitaria. Landa guadagna 1'37" su Nibali e Roglic mentre Lopez perde circa 1'20" dalla coppia. Jan Polanc, nonostante si fosse staccato a 15 km dal traguardo, mantiene la maglia rosa.

### 14ª tappa
- 25 maggio: Saint-Vincent > Courmayeur – 131 km

Risultati
| Pos. | Corridore       | Squadra    | Tempo    |
| ---- | --------------- | ---------- | -------- |
| 1    | Richard Carapaz | Movistar   | 4h02'23" |
| 2    | Simon Yates     | Mitchelton | a 1'32"  |
| 3    | Vincenzo Nibali | Bahrain    | a 1'54"  |

| Pos. | Corridore       | Squadra  | Tempo     |
| ---- | --------------- | -------- | --------- |
| 1    | Richard Carapaz | Movistar | 58h35'34" |
| 2    | Primož Roglič   | Jumbo    | a 7"      |
| 3    | Vincenzo Nibali | Bahrain  | a 1'47"   |

Descrizione e riassunto

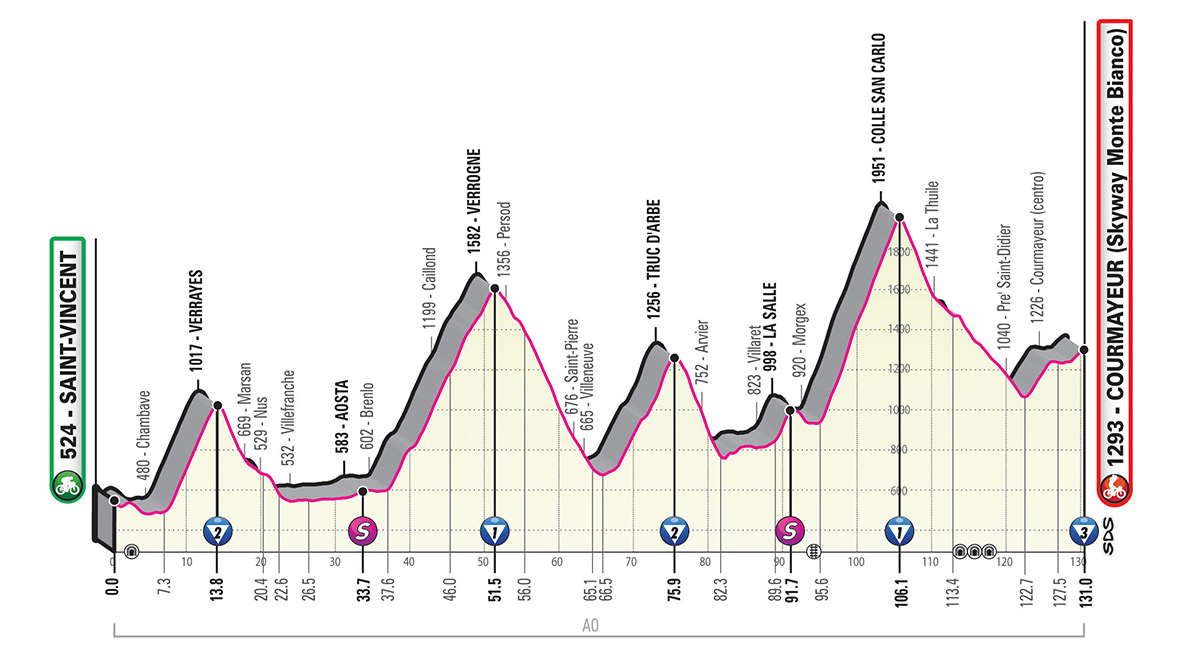

Tappa breve ma durissima, 131 km con un GPM di 3ª categoria (l'arrivo in leggera ascesa), due GPM di 2ª categoria e due GPM di 1ª categoria, tra cui il durissimo Colle San Carlo (10,5 km al 9,8% medio e punte al 15%) a 25 km dal traguardo. Già sulla prima salita si muove Simon Yates, ma gli altri big della generale non gli lasciano spazio. Prima dello sprint di Aosta va via una fuga che comprende anche la maglia azzurra Giulio Ciccone, che va a prendersi diversi punti ai GPM. La fuga viene ripresa sulla salita del Colle San Carlo, quando iniziano gli scatti tra i big. L'unico che riesce a fare la differenza è Richard Carapaz a 28 km dal traguardo. L'ecuadoriano passa sul GPM con 30" di vantaggio sul gruppo Nibali-Roglic, che diventano 20" a fine discesa. Nella leggera ascesa verso Courmayeur, nel gruppo con Nibali e Roglic non c'è accordo e alla fine Carapaz fa sua la tappa e la maglia rosa. Secondo arriva Simon Yates a 1'32", dopo aver staccato il gruppetto inseguitore a 6 km dal traguardo. Quest'ultimo gruppetto, guidato da Nibali, arriva a 1'54". Ora in classifica generale Carapaz ha 7" di vantaggio su Roglic e 1'47" su Nibali.

### 15ª tappa
- 26 maggio: Ivrea > Como – 232 km

Risultati
| Pos. | Corridore       | Squadra    | Tempo    |
| ---- | --------------- | ---------- | -------- |
| 1    | Dario Cataldo   | Astana     | 5h48'15" |
| 2    | Mattia Cattaneo | Androni    | s.t.     |
| 3    | Simon Yates     | Mitchelton | a 11"    |

| Pos. | Corridore       | Squadra  | Tempo     |
| ---- | --------------- | -------- | --------- |
| 1    | Richard Carapaz | Movistar | 64h24'00" |
| 2    | Primož Roglič   | Jumbo    | a 47"     |
| 3    | Vincenzo Nibali | Bahrain  | a 1'47"   |

Descrizione e riassunto

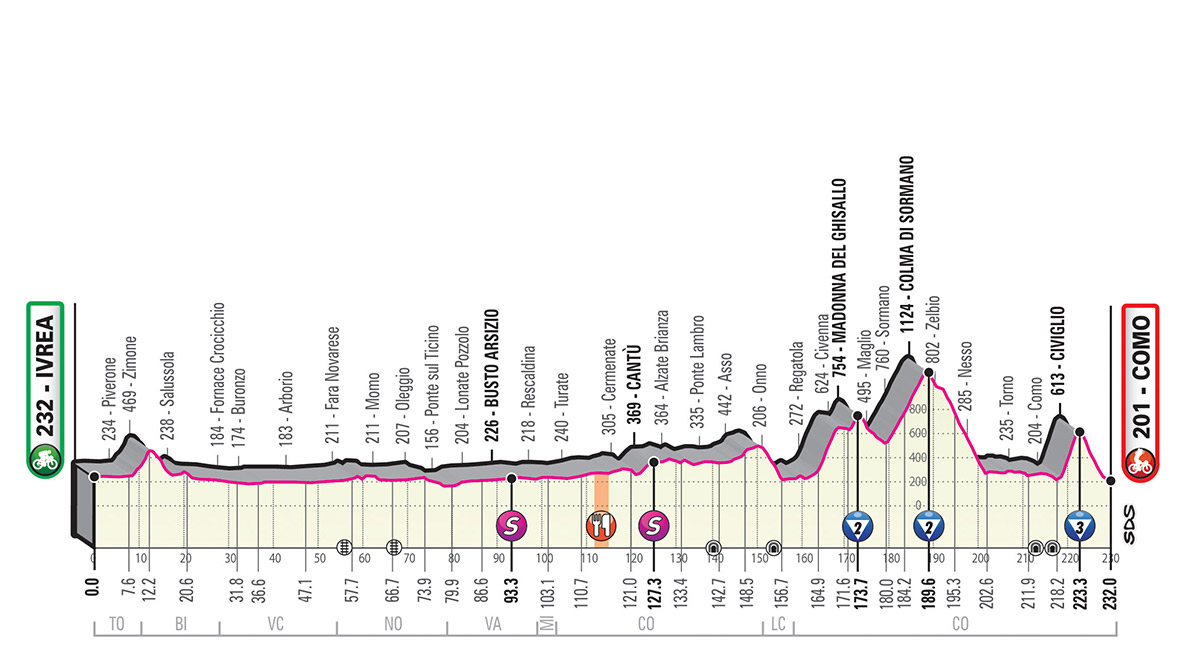

Tappa lunga, con i primi 160 km piatti mentre gli ultimi 60 km percorrono il finale mosso del Giro di Lombardia con Ghisallo, Colma di Sormano (senza il famoso muro) e il Civiglio (quest'ultimo a soli 9 km dal traguardo). Vanno in fuga Dario Cataldo e Mattia Cattaneo. Il gruppo lascia oltre 12' di vantaggio, con Cataldo che vince la volatina a due sul traguardo di Como, nonostante li vantaggio fosse sceso notevolmente. Nel gruppo maglia rosa iniziano già gli scatti sul Ghisallo, anche se l'attacco deciso lo fa Vincenzo Nibali sul Civiglio. Il siciliano riesce a staccare Primož Roglič ma non la maglia rosa Richard Carapaz. Nella discesa Nibali prova a staccare l'ecuadoriano, ma non ci riesce (viene ripreso nel tratto in pianura), mentre Roglic cade (anche perché aveva una bici non sua) e arriva con 40" di ritardo dal gruppo maglia rosa.

### 16ª tappa
- 28 maggio: Lovere > Ponte di Legno – 194 km[6]

Risultati
| Pos. | Corridore      | Squadra | Tempo    |
| ---- | -------------- | ------- | -------- |
| 1    | Giulio Ciccone | Trek    | 5h36'24" |
| 2    | Jan Hirt       | Astana  | s.t.     |
| 3    | Fausto Masnada | Androni | a 1'20"  |

| Pos. | Corridore       | Squadra  | Tempo     |
| ---- | --------------- | -------- | --------- |
| 1    | Richard Carapaz | Movistar | 70h02'05" |
| 2    | Vincenzo Nibali | Bahrain  | a 1'47"   |
| 3    | Primož Roglič   | Jumbo    | a 2'09"   |

Descrizione e riassunto

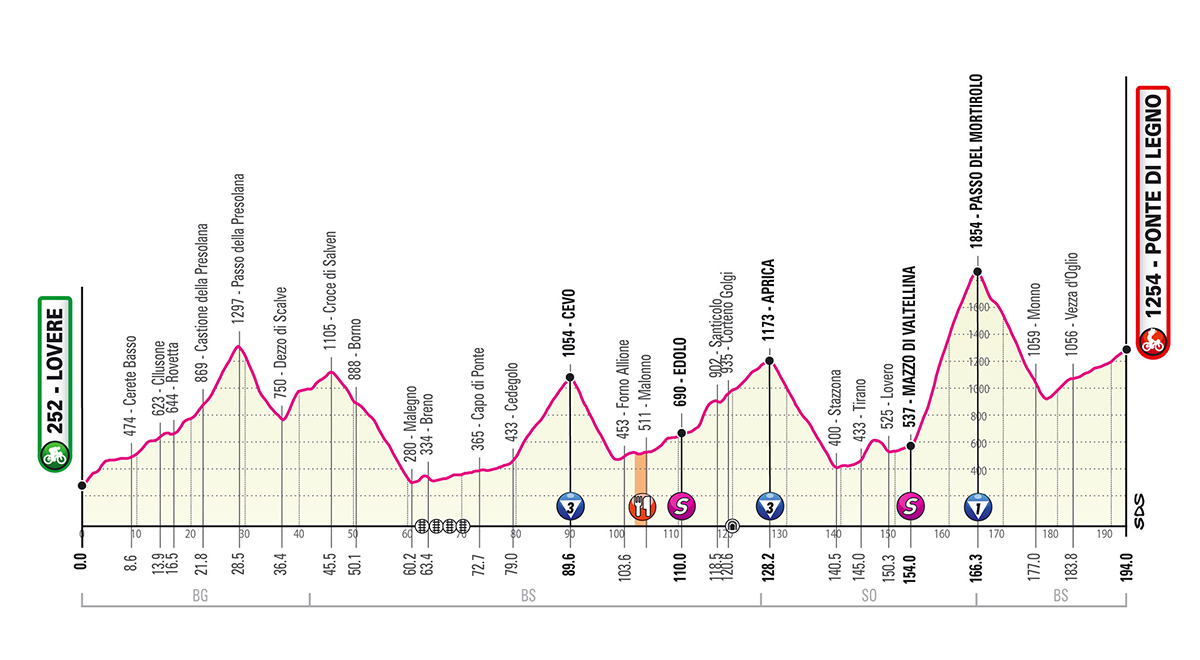

Dopo l'annullamento del passaggio sul Passo Gavia causa neve, il percorso prevede la salita di Cevo e dell'Aprica (entrambi GPM di 3ª categoria), prima di affrontare le dure rampe del Passo del Mortirolo, la Montagna Pantani (11,9 km al 10,9% medio e punte al 18%). Dopo la discesa dal Mortirolo, la strada verso Ponte di Legno è in leggera ascesa. Vanno in fuga 21 uomini tra cui Giulio Ciccone, che si prende altri punti per la maglia azzurra. Il corridore italiano passa per primo sul Mortirolo, rimanendo solo con Jan Hirt. I due al GPM hanno oltre 4' di vantaggio sul gruppo maglia rosa, dove Vincenzo Nibali ha attaccato riuscendo a staccare Primož Roglič ma non Richard Carapaz e Mikel Landa. La volata a due sul traguardo è vinta da Giulio Ciccone. Roglic arriva a 1'22" dal gruppo Nibali-Carapaz e ora si trova con un ritardo di 2'09" in classifica generale.

### 17ª tappa
- 29 maggio: Commezzadura > Anterselva – 181 km

Risultati
| Pos. | Corridore      | Squadra    | Tempo    |
| ---- | -------------- | ---------- | -------- |
| 1    | Nans Peters    | AG2R       | 4h41'34" |
| 2    | Esteban Chaves | Mitchelton | a 1'34"  |
| 3    | Davide Formolo | Bora       | a 1'51"  |

| Pos. | Corridore       | Squadra  | Tempo     |
| ---- | --------------- | -------- | --------- |
| 1    | Richard Carapaz | Movistar | 74h48'18" |
| 2    | Vincenzo Nibali | Bahrain  | a 1'54"   |
| 3    | Primož Roglič   | Jumbo    | a 2'16"   |

Descrizione e riassunto

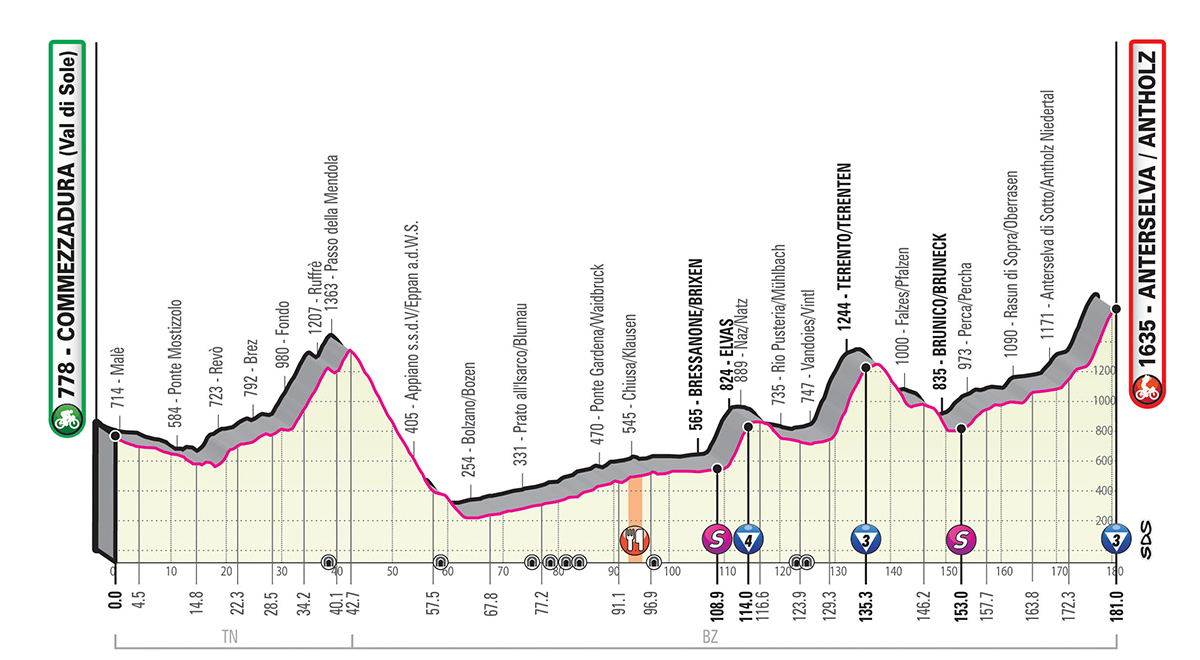

Tappa mossa, con un GPM di 4ª categoria e due di 3ª categoria (compreso l'arrivo, 5,5 km al 6,9% medio e punte al 12%). Si arriva all'interno dello Stadio del biathlon di Anterselva. Vanno in fuga 18 corridori ai quali il gruppo lascia spazio. Nella fuga, a 16 km dal traguardo attacca Nans Peters, che arriva in solitaria. Sull'ultima salita attaccano Mikel Landa e Richard Carapaz, che guadagnano rispettivamente 19" e 7" sulla coppia Nibali-Roglic.

### 18ª tappa
- 30 maggio: Valdaora > Santa Maria di Sala – 222 km

Risultati
| Pos. | Corridore        | Squadra | Tempo    |
| ---- | ---------------- | ------- | -------- |
| 1    | Damiano Cima     | Nippo   | 4h56'04" |
| 2    | Pascal Ackermann | Bora    | s.t.     |
| 3    | Simone Consonni  | UAE     | s.t.     |

| Pos. | Corridore       | Squadra  | Tempo     |
| ---- | --------------- | -------- | --------- |
| 1    | Richard Carapaz | Movistar | 79h44'22" |
| 2    | Vincenzo Nibali | Bahrain  | a 1'54"   |
| 3    | Primož Roglič   | Jumbo    | a 2'16"   |

Descrizione e riassunto

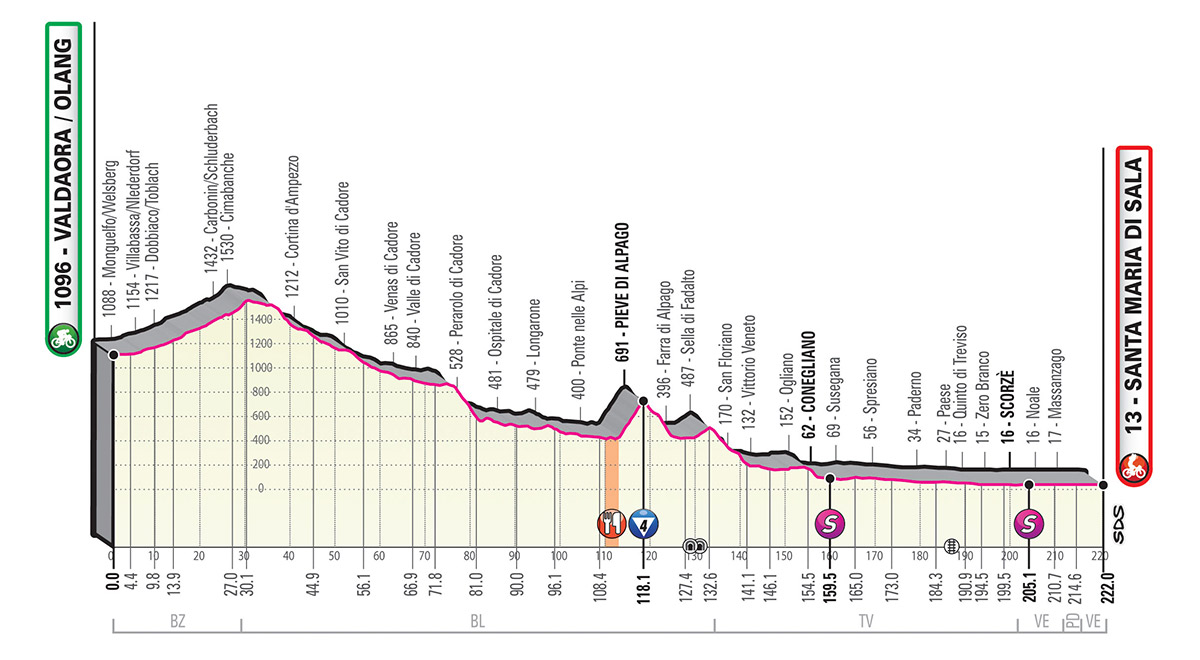

Ultima occasione per i velocisti, visto che la tappa è sempre in leggera discesa (tranne un GPM di 4ª categoria). A vincere però è un corridore della fuga della prima ora, Damiano Cima, che si trovava in fuga con Nico Denz e Mirco Maestri. Il corridore italiano riesce ad anticipare per pochissimo Pascal Ackermann, in un finale thriller e mozzafiato. Il velocista tedesco, nonostante il 2º posto di tappa, riesce a strappare la maglia ciclamino ad Arnaud Démare, arrivato 8°. Maglia rosa sempre Richard Carapaz.

### 19ª tappa
- 31 maggio: Treviso > San Martino di Castrozza – 151 km

Risultati
| Pos. | Corridore       | Squadra    | Tempo    |
| ---- | --------------- | ---------- | -------- |
| 1    | Esteban Chaves  | Mitchelton | 4h01'31" |
| 2    | Andrea Vendrame | Androni    | a 10"    |
| 3    | Amaro Antunes   | CCC        | a 12"    |

| Pos. | Corridore       | Squadra  | Tempo     |
| ---- | --------------- | -------- | --------- |
| 1    | Richard Carapaz | Movistar | 83h52'22" |
| 2    | Vincenzo Nibali | Bahrain  | a 1'54"   |
| 3    | Primož Roglič   | Jumbo    | a 2'16"   |

Descrizione e riassunto

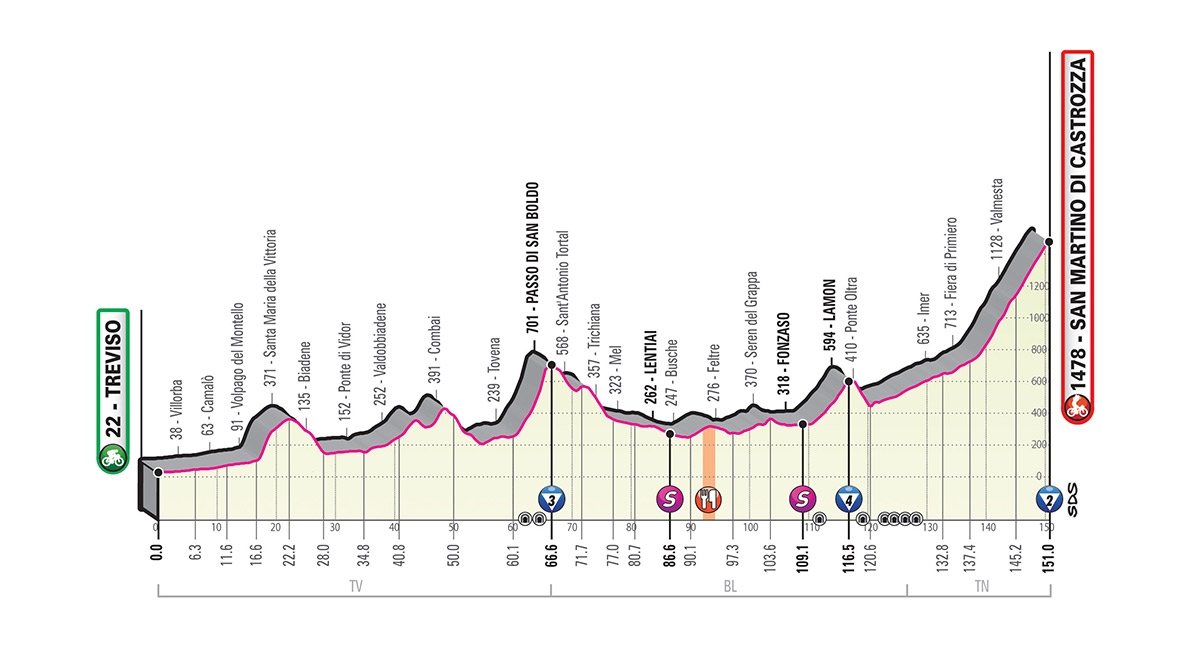

Tappa con un GPM di 4ª categoria, uno di 3° e l'arrivo in salita di San Martino di Castrozza (2ª categoria, 13,6 km al 5,6% medio e punte al 10%). Vanno in fuga 12 uomini tra cui Esteban Chaves, che con uno scatto deciso sulla salita finale a 2,7 km dal traguardo riesce a vincere in solitaria. Secondo a 10" arriva Andrea Vendrame, nonostante due problemi meccanici. Nel gruppo maglia rosa attacca Miguel Ángel López, che arriva con 44" di vantaggio sul gruppo dei migliori tutto compatto.

### 20ª tappa
- 1º giugno: Feltre > Croce d'Aune-Monte Avena – 194 km

Risultati
| Pos. | Corridore      | Squadra  | Tempo    |
| ---- | -------------- | -------- | -------- |
| 1    | Pello Bilbao   | Astana   | 5h46'02" |
| 2    | Mikel Landa    | Movistar | s.t.     |
| 3    | Giulio Ciccone | Trek     | a 2"     |

| Pos. | Corridore       | Squadra  | Tempo     |
| ---- | --------------- | -------- | --------- |
| 1    | Richard Carapaz | Movistar | 89h38'28" |
| 2    | Vincenzo Nibali | Bahrain  | a 1'54"   |
| 3    | Mikel Landa     | Movistar | a 2'53"   |

Descrizione e riassunto

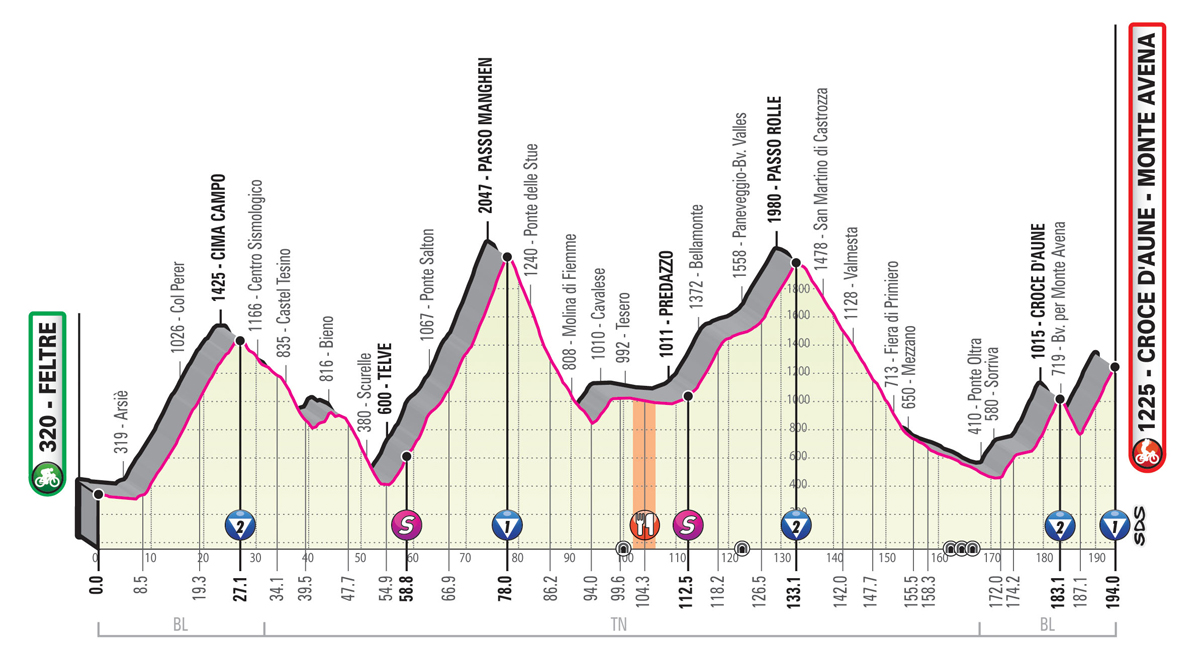

Ultimo tappone di montagna di questo giro, con tre GPM di 2ª categoria, la Cima Coppi del durissimo Passo Manghen (dopo la cancellazione del Passo di Gavia) con i suoi 18,9km al 7,6% medio e punte al 15%, e infine l'arrivo in salita di 1ª categoria Croce d'Aune-Monte Avena (6,9km al 7,3% medio con punte all'11%). Sulla prima salita va via una fuga, che però viene ripresa alla fine della discesa del Manghen perché Miguel Ángel López ha attaccato sulla salita della Cima Coppi (dove è transitato per primo Fausto Masnada), seguito dalla maglia rosa Richard Carapaz e Mikel Landa. Vanno un po' in difficoltà Nibali e Roglic, ma poi riescono a rientrare. Dopo va via un'altra fuga, che però viene ripresa sull'ultima salita da Carapaz, Landa e Nibali, che hanno staccato Roglic. Miguel Ángel López, leggermente staccato, viene fatto cadere da uno spettatore a 6km dal traguardo. Il ciclista risponde con degli schiaffi. La volata per la vittoria di tappa viene vinta dal fuggitivo Pello Bilbao. Roglic, arrivato con 53" di ritardo dal vincitore, verrà penalizzato successivamente di 10" per una spinta ricevuta da uno spettatore sulla penultima salita. Landa sale così in terza posizione in classifica generale, a scapito proprio del corridore sloveno.

### 21ª tappa
- 2 giugno: Verona (Fiera) > Verona (Arena) – Cronometro individuale – 17 km

Risultati
| Pos. | Corridore          | Squadra | Tempo  |
| ---- | ------------------ | ------- | ------ |
| 1    | Chad Haga          | Sunweb  | 22'07" |
| 2    | Victor Campenaerts | Lotto   | a 4"   |
| 3    | Thomas De Gendt    | Lotto   | a 6"   |

| Pos. | Corridore       | Squadra  | Tempo     |
| ---- | --------------- | -------- | --------- |
| 1    | Richard Carapaz | Movistar | 90h01'47" |
| 2    | Vincenzo Nibali | Bahrain  | a 1'05"   |
| 3    | Primož Roglič   | Jumbo    | a 2'30"   |

Descrizione e riassunto

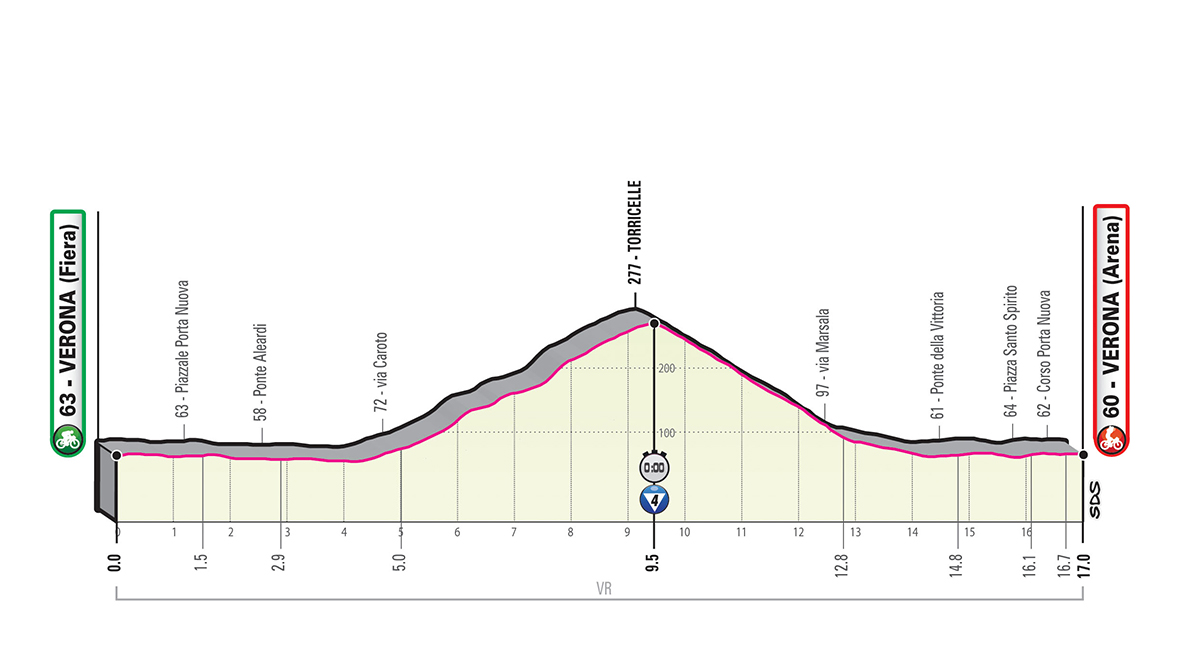

L'ultima tappa di questo Giro è una cronometro individuale che ricalca il circuito del Mondiale 1999 e 2004 (in senso inverso), con la salita delle Torricelle (4,5km al 4,6%) e arrivo nella famosissima Arena di Verona. A sorpresa vince Chad Haga, autore di una seconda parte molto veloce. Secondo a 4" arriva il favorito Victor Campenaerts. Il migliore dei big è Vincenzo Nibali, che guadagna 3" sullo specialista Primož Roglič e 49" sulla maglia rosa Richard Carapaz, che riesce a difendere il primato (grazie al vantaggio di 1'54" all'inizio della tappa) e vince questo Giro. Roglic riesce a scalzare Landa dal terzo posto in classifica generale per soli 8". La maglia ciclamino va a Pascal Ackermann, quella azzurra a Giulio Ciccone mentre quella bianca a Miguel Angel Lopez, molto sfortunato in questo Giro.

## Evoluzione delle classifiche
| Tappa              | Vincitore          | Classifica generale Maglia rosa | Classifica a punti Maglia ciclamino | Classifica scalatori Maglia azzurra | Classifica giovani Maglia bianca | Classifica a squadre        |
| ------------------ | ------------------ | ------------------------------- | ----------------------------------- | ----------------------------------- | -------------------------------- | --------------------------- |
| 1ª                 | Primož Roglič      | Primož Roglič                   | Primož Roglič                       | Giulio Ciccone                      | Miguel Ángel López               | Team Jumbo-Visma            |
| 2ª                 | Pascal Ackermann   | Primož Roglič                   | Pascal Ackermann                    | Giulio Ciccone                      | Miguel Ángel López               | Team Jumbo-Visma            |
| 3ª                 | Fernando Gaviria   | Primož Roglič                   | Fernando Gaviria                    | Giulio Ciccone                      | Miguel Ángel López               | Team Jumbo-Visma            |
| 4ª                 | Richard Carapaz    | Primož Roglič                   | Pascal Ackermann                    | Giulio Ciccone                      | Miguel Ángel López               | Bora-Hansgrohe              |
| 5ª                 | Pascal Ackermann   | Primož Roglič                   | Pascal Ackermann                    | Giulio Ciccone                      | Miguel Ángel López               | Bora-Hansgrohe              |
| 6ª                 | Fausto Masnada     | Valerio Conti                   | Pascal Ackermann                    | Giulio Ciccone                      | Giovanni Carboni                 | Movistar Team               |
| 7ª                 | Pello Bilbao       | Valerio Conti                   | Pascal Ackermann                    | Giulio Ciccone                      | Giovanni Carboni                 | Movistar Team               |
| 8ª                 | Caleb Ewan         | Valerio Conti                   | Pascal Ackermann                    | Giulio Ciccone                      | Giovanni Carboni                 | Movistar Team               |
| 9ª                 | Primož Roglič      | Valerio Conti                   | Pascal Ackermann                    | Giulio Ciccone                      | Nans Peters                      | Movistar Team               |
| 10ª                | Arnaud Démare      | Valerio Conti                   | Pascal Ackermann                    | Giulio Ciccone                      | Nans Peters                      | Movistar Team               |
| 11ª                | Caleb Ewan         | Valerio Conti                   | Arnaud Démare                       | Giulio Ciccone                      | Nans Peters                      | Movistar Team               |
| 12ª                | Cesare Benedetti   | Jan Polanc                      | Arnaud Démare                       | Gianluca Brambilla                  | Hugh Carthy                      | Androni Giocattoli-Sidermec |
| 13ª                | Il'nur Zakarin     | Jan Polanc                      | Arnaud Démare                       | Giulio Ciccone                      | Pavel Sivakov                    | Movistar Team               |
| 14ª                | Richard Carapaz    | Richard Carapaz                 | Arnaud Démare                       | Giulio Ciccone                      | Pavel Sivakov                    | Movistar Team               |
| 15ª                | Dario Cataldo      | Richard Carapaz                 | Arnaud Démare                       | Giulio Ciccone                      | Pavel Sivakov                    | Movistar Team               |
| 16ª                | Giulio Ciccone     | Richard Carapaz                 | Arnaud Démare                       | Giulio Ciccone                      | Miguel Ángel López               | Movistar Team               |
| 17ª                | Nans Peters        | Richard Carapaz                 | Arnaud Démare                       | Giulio Ciccone                      | Miguel Ángel López               | Movistar Team               |
| 18ª                | Damiano Cima       | Richard Carapaz                 | Pascal Ackermann                    | Giulio Ciccone                      | Miguel Ángel López               | Movistar Team               |
| 19ª                | Esteban Chaves     | Richard Carapaz                 | Pascal Ackermann                    | Giulio Ciccone                      | Miguel Ángel López               | Movistar Team               |
| 20ª                | Pello Bilbao       | Richard Carapaz                 | Pascal Ackermann                    | Giulio Ciccone                      | Miguel Ángel López               | Movistar Team               |
| 21ª                | Chad Haga          | Richard Carapaz                 | Pascal Ackermann                    | Giulio Ciccone                      | Miguel Ángel López               | Movistar Team               |
| Classifiche finali | Classifiche finali | Richard Carapaz                 | Pascal Ackermann                    | Giulio Ciccone                      | Miguel Ángel López               | Movistar Team               |

Maglie indossate da altri ciclisti in caso di due o più maglie vinte
- Nella 2ª tappa Simon Yates ha indossato la maglia ciclamino al posto di Primož Roglič.

### Altre classifiche
| Tappa              | Traguardi volanti | Premio Fuga     | Combattività     | Fair Play         |
| ------------------ | ----------------- | --------------- | ---------------- | ----------------- |
| 1ª                 | non assegnata     | non assegnata   | Primož Roglič    | Team Jumbo-Visma  |
| 2ª                 | Damiano Cima      | Łukasz Owsian   | Damiano Cima     | Team Jumbo-Visma  |
| 3ª                 | Arnaud Démare     | Łukasz Owsian   | Arnaud Démare    | Mitchelton-Scott  |
| 4ª                 | Damiano Cima      | Marco Frapporti | Damiano Cima     | Mitchelton-Scott  |
| 5ª                 | Damiano Cima      | Marco Frapporti | Arnaud Démare    | Mitchelton-Scott  |
| 6ª                 | Damiano Cima      | Marco Frapporti | Arnaud Démare    | UAE Team Emirates |
| 7ª                 | Damiano Cima      | Marco Frapporti | Pascal Ackermann | UAE Team Emirates |
| 8ª                 | Damiano Cima      | Marco Frapporti | Pascal Ackermann | UAE Team Emirates |
| 9ª                 | Damiano Cima      | Marco Frapporti | Pascal Ackermann | UAE Team Emirates |
| 10ª                | Damiano Cima      | Marco Frapporti | Arnaud Démare    | UAE Team Emirates |
| 11ª                | Damiano Cima      | Marco Frapporti | Arnaud Démare    | UAE Team Emirates |
| 12ª                | Damiano Cima      | Marco Frapporti | Arnaud Démare    | UAE Team Emirates |
| 13ª                | Damiano Cima      | Marco Frapporti | Arnaud Démare    | UAE Team Emirates |
| 14ª                | Damiano Cima      | Marco Frapporti | Arnaud Démare    | Movistar Team     |
| 15ª                | Damiano Cima      | Marco Frapporti | Arnaud Démare    | Bahrain-Merida    |
| 16ª                | Damiano Cima      | Marco Frapporti | Fausto Masnada   | Bahrain-Merida    |
| 17ª                | Fausto Masnada    | Marco Frapporti | Fausto Masnada   | Bahrain-Merida    |
| 18ª                | Damiano Cima      | Damiano Cima    | Fausto Masnada   | Bahrain-Merida    |
| 19ª                | Damiano Cima      | Damiano Cima    | Fausto Masnada   | Bahrain-Merida    |
| 20ª                | Fausto Masnada    | Damiano Cima    | Fausto Masnada   | Bahrain-Merida    |
| 21ª                | Fausto Masnada    | Damiano Cima    | Fausto Masnada   | Bahrain-Merida    |
| Classifiche finali | Fausto Masnada    | Damiano Cima    | Fausto Masnada   | Bahrain-Merida    |

## Classifiche finali

### Classifica generale - Maglia rosa
| Pos. | Corridore          | Squadra    | Tempo     |
| ---- | ------------------ | ---------- | --------- |
| 1    | Richard Carapaz    | Movistar   | 90h01'47" |
| 2    | Vincenzo Nibali    | Bahrain    | a 1'05"   |
| 3    | Primož Roglič      | Jumbo      | a 2'30"   |
| 4    | Mikel Landa        | Movistar   | a 2'38"   |
| 5    | Bauke Mollema      | Trek       | a 5'43"   |
| 6    | Rafał Majka        | Bora       | a 6'56"   |
| 7    | Miguel Ángel López | Astana     | a 7'26"   |
| 8    | Simon Yates        | Mitchelton | a 7'49"   |
| 9    | Pavel Sivakov      | Ineos      | a 8'56"   |
| 10   | Il'nur Zakarin     | Katusha    | a 12'14"  |

### Classifica a punti - Maglia ciclamino
| Pos. | Corridore        | Squadra  | Punti |
| ---- | ---------------- | -------- | ----- |
| 1    | Pascal Ackermann | Bora     | 226   |
| 2    | Arnaud Démare    | Groupama | 213   |
| 3    | Damiano Cima     | Nippo    | 104   |
| 4    | Fausto Masnada   | Androni  | 93    |
| 5    | Richard Carapaz  | Movistar | 90    |

### Classifica scalatori - Maglia azzurra
| Pos. | Corridore       | Squadra    | Punti |
| ---- | --------------- | ---------- | ----- |
| 1    | Giulio Ciccone  | Trek       | 267   |
| 2    | Fausto Masnada  | Androni    | 115   |
| 3    | Damiano Caruso  | Bahrain    | 86    |
| 4    | Richard Carapaz | Movistar   | 75    |
| 5    | Mikel Nieve     | Mitchelton | 68    |

### Classifica giovani - Maglia bianca
| Pos. | Corridore          | Squadra  | Tempo     |
| ---- | ------------------ | -------- | --------- |
| 1    | Miguel Ángel López | Astana   | 90h09'13" |
| 2    | Pavel Sivakov      | Ineos    | a 1'30"   |
| 3    | Hugh Carthy        | EF       | a 9'10"   |
| 4    | Valentin Madouas   | Groupama | a 14'33"  |
| 5    | Giulio Ciccone     | Trek     | a 19'53"  |

### Classifica a squadre - Trofeo Super Team
| Pos. | Squadra            | Tempo      |
| ---- | ------------------ | ---------- |
| 1    | Movistar Team      | 270h44'14" |
| 2    | Astana Pro Team    | a 17'36"   |
| 3    | Bahrain-Merida     | a 18'31"   |
| 4    | EF Education First | a 25'35"   |
| 5    | Mitchelton-Scott   | a 30'56"   |